# Frank Benson (skådespelare)

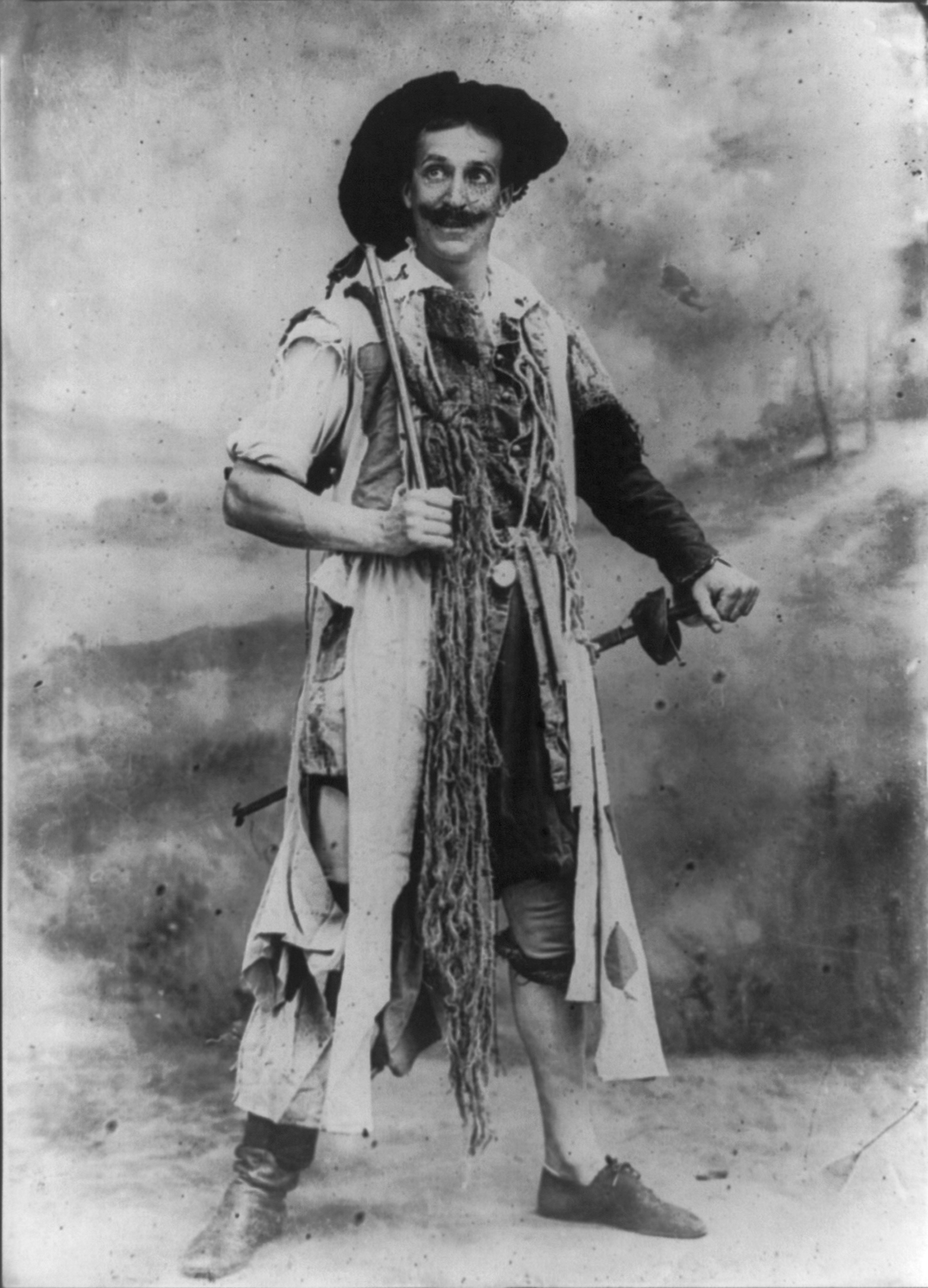
Frank Benson.

Francis Robert Benson, känd som Frank Benson, född 4 november 1858 i Tunbridge Wells, Kent, död 31 december 1939 i London, var en brittisk skådespelare och teaterledare.
Benson var en av sin tids främsta Shakespeareentusisaster och skapade som regissör med utgångspunkt i traditionen en helt ny spelstil för hans pjäser. Bland hans egna roller som skådespelare märks Hamlet, Henrik V, Julius Cæsar och Shylock i Köpmannen i Venedig. Benson adlades 1916.